# Dispositivo multiporta
Un Dispositivo multiporta (in inglese multigate device) o multiple gate field-effect transistor (MuGFET) fa riferimento a un MOSFET (transistor semiconduttore metalossidato ad effetto campo) che incorpora più di una porta (gate) in un singolo dispositivo. Le porte sono controllate da un singolo elettrodo-porta in cui le superfici di porte multiple agiscono elettricamente come un'unica porta o come elettrodi di porta indipendenti. Un dispositivo multiporta che impiega elettrodi indipendenti è chiamato talvolta Multiple Independent Gate Field Effect Transistor (MIGFET). I transistor multiporta sono una delle diverse strategie sviluppate dai produttori di semiconduttori CMOS per creare microprocessori e celle di memoria sempre più piccoli.

## FinFET

FinFET con doppia porta

Il termine FinFET fu coniato dalla Università della California da ricercatori di Berkeley per descrivere un transistor a doppia porta non planare su un substrato SOI, basato sul precedente transistor DELTA (a singola porta).

## Gate-all-around (GAA) FET
Transistor messo in produzione per la prima volta nel 2022. La variante di Intel si chiama RibbonFET.

## MBCFET
È una variante GAAFET prodotta da Samsung: Multi-Bridge Channel FET (FET con canale multiponte).